# Jean-Philippe Rameau
Jean-Philippe Rameau (kršten u Dijonu, 25. rujna 1683. – Pariz, 12. rujna 1764.), francuski skladatelj i glazbeni teoretičar.

## Životopis
Bio je jedan od velikih glazbenih stvaratelja 18. stoljeća. Veličinu su mu za života priznavali samo dobri poznavatelji glazbene umjetnosti. Njegove su skladbe prvo bile grubo napadane, zatim cijenjene, a naposljetku zaboravljene. Odnedavno ponovno su otkrivene, sve češće se izvode i snimaju, kao na primjer glazba za operu – balet Galantna Indija. 
Bio je šutljiv i odlučan čovjek, iskren do brutalnosti, napadan stalno od Lullyjevih pristaša. Prije dolaska u Pariz 1722. bio je orguljaš u Avignonu, Dijonu, Lyonu i drugim mjestima. Zanimljivo je da nije napisao nijednu skladbu za orgulje. Malo je napisao i za klavsen odnosno klavičembalo, premda je o tom glazbalu pisao teoretske rasprave, i smatrali su ga nasljednikom Couperina. 
Rameau je, međutim, shvatio da pravi uspjeh dolazi putem kazališne glazbe. Tek s navršenih 50 godina, navečer 1. listopada 1733. predstavio se svojim prvim scenskim djelom Hyppolite et Aricie. Kroničari su zabilježili da je podijelio publiku pariške opere, ali mu je bio otvoren put do Voltairea i drugih onovremenih velikana. S Voltaireom je stvorio Samsona, kojeg je cenzura zabranila. Okušao se u svim scenskim vrstama. Među ostalim napisao je operu Princeza od Navarre, lirsku tragediju Castor i Pollux, balet Pigmalion. Imao je 81 godinu kad je završio svoju zadnju tragično-lirsku operu Abaris. 

## Život
O Rameauovom životu općenito se malo zna, uglavnom zbog njegove tajnovitosti i šutljivosti. Posebno se malo zna o njegovim četrdesetima, prije nego što je preselio u Pariz. Toliko je bio tajnovit, da ni sama njegova žena nije znala mnogo o njegovu ranom životu, što objašnjava nestašicu biografskih podataka na raspolaganju.

### Rani život, 1683. – 1732.
Rameauove rane godine vrlo su nejasne. Rođen je 25. rujna 1683. u Dijonu, a kršten istog dana. Njegov otac, Jean, radio je kao orguljaš u nekoliko crkava oko Dijona, a njegova majka, Claudine Demartinécourt, bio kći javnog bilježnika. Par je imao jedanaestero djece (pet kćeri i šest sinova), od kojih je Jean-Philippe je bio sedmi.
Rameau je učio glazbu prije nego što je naučio čitati i pisati. Školovao se na Isusovačkom fakultetu u Godransu. Nije bio dobar učenik i često je remetio nastavu sa svojim pjevanjem, kasnije tvrdeći da je njegova strast za operu počela u dobi od dvanaest godina. Rameau se od početka školovanja želio baviti glazbom, zbog čega ga je otac poslao na kratko vrijeme u Italiju u Milano. Po povratku je radio kao violinist u putujućoj tvrtki, a zatim kao orguljaš u pokrajinskim katedrala prije preseljenja u Pariz. U Parizu je 1706. objavio najranije poznate skladbe za čembalo Pièces de clavecin, u kojima je vidljiv utjecaj njegova prijatelja Louisa Marchanda.
Godine 1709. preselio se natrag u Dijon, preuzevši očev posao orguljaša u glavnoj crkvi. Iako je potpisao posao na šest godina, nakon četiri godine preuzima slične poslove u Lyonu i Clermontu. Tijekom toga razdoblja aktivnog muzicirnja na orguljama, skladao je Motete za crkvenu performansu, kao i Motete svjetovne kantate.
Godine 1722. vratio se u Pariz, kako bi objavio svoj najvažniji rad o teoriji glazbe Traité de l'harmonie (Rasprava o harmoniji). Tom raspravom stekao je veliki ugled u glazbenim krugovima, a već novu raspravu objavio je 1726. pod imenom Nouveau système de musique théorique. 1724. i 1729. objavio je još dvije zbirke primjera za čembalo.
Rameau je svoje prve veće skladateljske korake napravio na kazališnim daskama, gdje je za pisca Alexisa Pirona pisao pjesme za njegove popularne komične drame izvođene u Parizu. Prvo plod te suradnje bila je skladba  L'endriague  iz 1723. koja nije znatnije zaživjela.
25. veljače  1726. Rameau je oženio 19-godišnju Marie-Louise Mangot, koja je došla iz glazbene obitelji iz Lyona, a bila je dobra pjevačica i instrumentalistica. Zajedno su imali četvero djece: dva sina i dvije kćeri. Raumeau je jednom prilikom rekao da je u tom braku bio jako sretan.
Unatoč svojoj slavi kao glazbeni teoretičar, Rameau je imao problema s pronalaženjem radnoga mjesta kao orguljaš u Parizu.

### Srednje godine i starost,  1733. – 1764.
Dok mu se približavala 50. godina života Rameau je odlučio o nastavljanju glazbene karijere u opernim vodama. Iako je već bio pozvan da sklada melodiju za libreto od strane pisca Houdara de la Mottea, on je to odbio u zadnji tren. Ipak, inspiriran operom Tragédie en musique u kojoj je 1. listopada 1733. na njezinoj premijeri nastupio Montéclair, odlučio je skladati za opere. Sspomenutu opreru odmah je prepoznao kao najznačajniju operu u Francuskoj nakon smrti Jean-Baptiste Lullya, iako je publika bila podijeljena oko toga.  Neki su, kao što je skladatelj André Campra, bili zatečeni originalnošću i bogatstvom melodije, dok su drugi smatrali harmoniju opere proturječnom samoj teoriji glazbe i shvatili ju kao napad na francusku glazbenu tradiciju. Dva kampa, tzv. Lullyistes i Rameauneurs vodili su pamfletni rat oko pojedinih glazbenih pitanja 40-ih godina 18. stoljeća.
Godina 1745. bila je Rameauova životna prekeretnica u glazbenoj karijeri. Dobio je nekoliko povjerenstava i zamobli za skladbu povodom francuske pobjede u Bitci kod Fontenoya i kraljevskoga vjenčanja između kraljice Dauphin (1729. – 1765.) i kralja Rafaela Španjolskog. Rameau je skladao svoju najvažniju komičnu operu Platee, a imao je i dvije suradnje s Voltaireom; skladao je operu-balet Le Temple de la gloire i komični balet La Princesse de Navarre. Tim baletima stekao je veliki ugled, a dobio je i naslov državnog skladatelja (Compositeur du Cabinet du Roi) uz ostvarivanje prava na mirovinu. Već s početnim uspjesima stekao je neprijateljstvo s Jeanom-Jacquesom Rosseauom, koji je imao mnoge ambicije, ali nije bio uspješan kao Rameau. Rosseau je napisao operu  Les muza galantes , kopirajući Rameauovu operu  Indes galantes . 1745. na zajedničkim radovima Voltairea i Rameaua, Rosseau je tražio da se u Rameauovu operu  La Princesse de Navarra  doda njegov recitativ pod nazivom Les blagdane de Ramire. Iako se nakon odbijanja prijedloga Rosseau žalio da mu je dvojac ukrao ideju i notni zapis, muzikolozi su utvrdili da djelo nema nikakve veze s Rosseauovim glazbenim izričajem.
Rousseau je bio jedan od glavnih sudionika u drugoj velikoj svađi koja je izbila tijekom Rameauova rada na tzv. djelu Querelle des Bouffons, u kojem uspoređuje francusku  Tragédie en musique  s talijanskom Komičnom operom.  Ovaj put, Rameau je optužen da je zastario, a da je njegova glazba previše komplicirana u usporedbi s jednostavnošću i "prirodnosti" djela poput Pergolesijeve opere La Serva padrona . Sredinom 1750-ih, Rameau je kritizirao Rousseaua radi doprinosa glazbenim člancima u  Encyclopédie, što je dovelo do svađe s vodećim francuskim matematičarom, fizičarom i filozofom Jeanom le Rondom d'Alembertom. Kao rezultat toga Rameau je postao lik u tada neobjavljenom dijalogu Le Neveu de Rameau pisca Denisa Diderota.